# Mitygacja zmian klimatu
Mitygacja zmian klimatu – ograniczanie zmiany klimatu, ogół działań mających na celu ograniczenie skali lub tempa globalnego ocieplenia oraz jego skutków. Mitygacja obejmuje działania zmierzające do zmniejszania emisji gazów cieplarnianych przez człowieka oraz rozwiązania geoinżynieryjne (ograniczanie ilości promieniowania słonecznego docierającego do powierzchni Ziemi oraz usuwanie gazów cieplarnianych z atmosfery). Paliwa kopalne odpowiadają za około 70% ogółu emisji gazów cieplarnianych. Głównym wyzwaniem jest zaprzestanie korzystania z paliw kopalnych: węgla, ropy oraz gazu i zastąpienie ich czystymi źródłami energii. Ze względu na duże spadki kosztów instalacji, energia wiatrowa i fotowoltaika mogą coraz częściej konkurować pod względem ekonomicznym z ropą naftową, gazem lub węglem, chociaż wiążą się z koniecznością przechowywania energii i rozbudowy sieci elektroenergetycznych. Ograniczenie lub cofnięcie zmian klimatycznych może również zostać osiągnięte poprzez zastąpienie benzyny i oleju napędowego napędem elektrycznym, zalesianie i ochronę lasów, zmianę praktyk rolniczych, wycofanie się z finansowania paliw kopalnych, demokratyczne reformy ładu korporacyjnego, zmiany w przepisach konsumenckich i wdrażanie ekologicznej gospodarki po pandemii COVID-19. Na chwilę obecną nie zostały opracowane jeszcze bezpieczne technologie usuwania dwutlenku węgla z atmosfery ziemskiej, ani technologie geoinżynierii klimatycznej skuteczne w skali niezbędnej do zmiany klimatu.
Prawie wszystkie kraje świata są sygnatariuszami Ramowej konwencji Narodów Zjednoczonych w sprawie zmian klimatu (UNFCCC). Finalnym celem UNFCCC jest ustabilizowanie atmosferycznego stężenia gazów cieplarnianych na poziomie, który zapobiegnie niebezpiecznym zmianom antropogenicznym klimatu. Osiągnięte przez strony UNFCCC w 2010 r. porozumienie w sprawie ograniczenia przyszłego globalnego ocieplenia do wartości poniżej 2 °C w stosunku do poziomu sprzed rewolucji przemysłowej, zostało uregulowane prawnie poprzez globalne porozumienie paryskie w 2015 roku.
Specjalny raport dotyczący globalnego ocieplenia o 1,5 °C opublikowany przez IPCC w 2018 roku wskazuje na korzyści płynące z utrzymania zmian klimatycznych na tym poziomie, co wymagałoby ogólnoświatowego ograniczenia emisji gazów cieplarnianych do zera do roku 2050. Pomimo faktu, że globalne koszty ocieplenia klimatu przewyższyłyby koszty poniesione na ich zapobiegnięcie, obecne trendy emisji nie są spójne z założeniami mającymi ograniczyć ocieplenie klimatu poniżej 1,5 lub 2 °C w najbliższych dziesięcioleciach.

## Stabilizacja stężenia gazów cieplarnianych
Celem UNFCCC jest ustabilizowanie stężeń gazów cieplarnianych w atmosferze na poziomie, który umożliwi ekosystemom naturalną adaptację do zmian klimatu, niezagrażającym produkcji żywności i umożliwiającym zrównoważony rozwój gospodarczy. Obecnie działalność człowieka powoduje emisję CO2 o tempie przekraczającym zdolność procesów naturalnych do jego usuwania.
IPCC działa zgodnie z koncepcją stałego budżetu emisji dwutlenku węgla. Jeśli emisja pozostanie na obecnym poziomie 42 Gt CO2, budżet węglowy dla wzrostu średnich temperatur o 1,5 °C może zostać wyczerpany w 2028 roku. Wzrost temperatury do tego poziomu nastąpiłby z pewnym opóźnieniem między 2030 a 2052 rokiem. Nawet gdyby w przyszłości możliwe było osiągnięcie ujemnej emisji gazów cieplarnianych, przekroczenie wzrostu średnich temperatur 1,5 °C w dowolnym momencie wiązałoby się z utratą ekosystemów.
Po uwzględnieniu emisji związanej z produkcją żywności dla 9 miliardów ludzi, aby osiągnąć spowolnienie globalnego wzrostu temperatury poniżej 2 °C, emisja związana z produkcją energii i transportem w krajach rozwiniętych będzie musiała niemal natychmiast osiągnąć swoje wartości maksymalne i spadać o około 10% rocznie, aż do zera około 2030 r.
Od 2021 r. wielu naukowców uważa, że jeśli emisja zostanie zredukowana do zera, ocieplenie klimatu ulegnie zahamowaniu w przeciągu 10–20 lat. Wcześniejsze modele nie uwzględniały takiej możliwości.

### Źródła gazów cieplarnianych
Protokół z Kioto objął swoim zakresem redukcję prawie wszystkich antropogenicznych gazów cieplarnianych. Zaliczają się do nich: dwutlenek węgla (CO2), metan (CH4), podtlenek azotu (N2O) i fluorowane gazy cieplarniane: wodorofluorowęglowodory (HFC), perfluorowęglowodory (PFC) i heksafluorek siarki (SF6). Ich potencjał tworzenia efektu cieplarnianego (GWP) zależy od ich okresu rozpadu. Metan cechuje stosunkowo krótki czas życia w atmosferze wynoszący około 10–15 lat. W przypadku metanu redukcja emisji o około 30% poniżej obecnego poziomu doprowadziłaby do stabilizacji stężenia atmosferycznego, natomiast w celu stabilizacji stężenia N2O wymagana byłaby redukcja emisji o ponad 50%. Szacunki w dużej mierze zależą od zdolności oceanów i ekosystemów lądowych do pochłaniania gazów cieplarnianych. N2O ma wysoki współczynnik GWP i znaczny potencjał niszczenia ozonu (ODP). Szacuje się, że potencjał tworzenia efektu cieplarnianego N2O w ciągu 100 lat jest 265 razy większy niż CO2. Ryzyko wystąpienia efektów sprzężenia zwrotnego globalnego ocieplenia prowadzi do dużej niepewności przy określaniu wartości GWP. Emisja gazów cieplarnianych mierzona jest w ekwiwalentach CO2, uwzględniających ich potencjał tworzenia efektu cieplarnianego. Obecną emisję szacuje się na 51,8 Gt CO2e, podczas gdy emisja samego CO2 wynosi 42 Gt rocznie.

#### Krótkotrwałe zanieczyszczenia klimatyczne
Krótkotrwałe zanieczyszczenia klimatyczne (SLCP) utrzymują się w atmosferze w zakresie od dni do 15 lat. Dla porównania, dwutlenek węgla może pozostawać aktywny w atmosferze przez tysiąclecia. Do SLCP zaliczają się metan, wodoroflourowęglowodory (HFC), ozon troposferyczny i sadzę. Zmniejszenie emisji SLCP może obniżyć bieżące tempo globalnego ocieplenia o prawie połowę i jest kluczową strategią klimatyczną, zwłaszcza w celu ograniczenia krótkoterminowego globalnego ocieplenia oraz jego skutków. Redukcja stężenia SLCP może również zmniejszyć prognozowane ocieplenie Arktyki o dwie trzecie.

#### Dwutlenek węgla
- Paliwa kopalne: ropa, gaz i węgiel są głównymi czynnikami powodującym antropogeniczne globalne ocieplenie z roczną emisją na poziomie 34,6 Gt CO2 w 2018 r.[35]
- Produkcja cementu szacowana jest na 1,5 Gt CO2[35].
- Zmiana użytkowania gruntów – brak równowagi między wylesianiem a ponownym zalesianiem. Szacunki są bardzo niepewne i wynoszą 3,8 Gt CO2[36]. Pożary powodują emisję około 7 Gt CO2[37][38]
- Pochodnie gazowe: Podczas produkcji ropy naftowej ogromne ilości towarzyszącego gazu są zwykle spalane jako odpad lub gaz niezagospodarowywany, powodując znaczną emisję CO2.

#### Metan (CH4)
- Za większość emisji metanu są odpowiedzialne paliwa kopalne (33%), w tym dystrybucja gazu, wycieki i wentylacja wyrobisk[39].
- Hodowla bydła (21%) odpowiada dwie trzecie metanu emitowanego przez zwierzęta gospodarskie. Za nimi pod względem rozmiaru emocji plasują się odpowiednio bawoły, owce i kozy[39].
- Odpady komunalne i ścieki (21%): rozkład biomasy na wysypiskach śmieci oraz substancji organicznych w ściekach bytowych i przemysłowych przez bakterie w warunkach beztlenowych powoduje wytwarzane znacznych ilości metanu[39].
- Uprawa ryżu (10%) na zalanych polach ryżowych jest kolejnym źródłem pochodzenia rolniczego. Beztlenowy rozkład materii organicznej prowadzi do wytwarzania metanu[39].

#### Podtlenek azotu (N2O)
- Większość antropogenicznej emisji podtlenku azotu pochodzi z rolnictwa, zwłaszcza z produkcji mięsa: bydło (odchody na pastwiskach), nawozy, obornik[39]
- Spalanie paliw kopalnych i biopaliw[40].
- Produkcja przemysłowa kwasu adypinowego i kwasu azotowego.

#### Fluorowane gazy cieplarniane
Rozdzielnice w energetyce, produkcja półprzewodników, produkcja aluminium oraz duże nieznane źródło heksafluorku siarki.

### Prognozy
Prognozy przyszłej emisji gazów cieplarnianych są wysoce niepewne. W przypadku zaniechania wdrożenia regulacji mających na celu ograniczenie zmian klimatu, emisja gazów cieplarnianych znacznie wzrosłaby w XXI wieku, a obecnie naukowe prognozy przewidują w tym scenariuszu wzrost średniej temperatury na Ziemi o 4,1–4,8 °C w porównaniu do średnich temperatur epoki przed rewolucją przemysłową na przestrzeni najbliższych 80 lat.

### Metody
Ponieważ koszt redukcji emisji gazów cieplarnianych w sektorze energii elektrycznej wydaje się być niższy niż w innych sektorach, jak na przykład w sektorze transportu, sektor energii elektrycznej może zapewnić największą procentową redukcję emisji dwutlenku węgla w ramach ekonomicznie efektywnej polityki klimatycznej.
Różne narzędzia finansowe mogą być przydatne w projektowaniu polityk łagodzenia zmian klimatu. Zniesienie dopłat do paliw kopalnych jest ich istotnym elementem, ale należy postępować ostrożnie, aby uniknąć zubożenia społeczeństwa.
Emisję krótkotrwałych zanieczyszczeń klimatycznych (SLCP) takich jak metan, można ograniczyć poprzez kontrolowanie emisji ubocznej z produkcji ropy i gazu ziemnego oraz ograniczenie emisji związanej z wydobyciem węgla. Emisję sadzy można ograniczyć poprzez unowocześnienie pieców koksowniczych, zainstalowanie filtrów cząstek stałych w silnikach wysokoprężnych i zminimalizowanie emisji w wyniku spalania biomasy. Kontynuacja wycofywania produkcji i stosowania wodoroflourowęglowodorów (HFC) w ramach Protokołu Montrealskiego pomoże zmniejszyć emisję HFC i jednocześnie poprawić efektywność energetyczną urządzeń je wykorzystujących, takich jak klimatyzatory, zamrażarki i lodówki.
Inne często omawiane środki obejmują swoim zakresem: transport publiczny, zwiększanie oszczędności paliwa w samochodach (w tym stosowanie napędów hybrydowych), zasilanie plug-in samochodów elektrycznych i hybrydowych niskoemisyjną energią elektryczną, wprowadzanie indywidualnych zmian i optymalizację praktyk biznesowych. Zastąpienie pojazdów napędzanych silnikiem benzynowym oraz typu diesel pojazdami elektrycznymi oznacza, że ich emisja zostałaby przeniesiona z poziomu ulicy, gdzie przyczynia się do pogorszenia zdrowia publicznego.
Rozważany jest również wpływ różnych metod ograniczania efektu cieplarnianego na przyszły rozwój społeczno-gospodarczy.

## Substytuty paliw kopalnych
Główny artykuł: Wycofywanie się z użycia paliw kopalnych
Ponieważ większość emisji gazów cieplarnianych jest spowodowana spalaniem oraz produkcją paliw kopalnych, jak najszybsze zaprzestanie korzystania ropy, gazu i węgla ma krytyczne znaczenie dla ograniczenia zmian klimatu. Za korzystaniem wyłącznie z odnawialnych źródeł energii przemawia konieczność ograniczenia globalnego ocieplenia i innych problemów ekologicznych oraz gospodarczych. Według IPCC istnieje kilka podstawowych ograniczeń technologicznych integracji technologii energii odnawialnej w celu zaspokojenia większości całkowitego globalnego zapotrzebowania na energię.
Globalne zapotrzebowanie na energię pierwotną w 2018 r. wyniosło 161 320 TWh. Dotyczy to energii elektrycznej, transportu i ogrzewania, wliczając w to wszystkie poniesione straty energii. Trudno jest określić zapotrzebowanie na energię w gospodarce niskoemisyjnej. W transporcie i produkcji energii elektrycznej zużycie paliw kopalnych ma niską sprawność – poniżej 50%. Silniki pojazdów wytwarzają dużo ciepła, które nie jest wykorzystywane. Elektryfikacja wszystkich sektorów i przejście na energię odnawialną może znacznie obniżyć ogólne zapotrzebowanie na energię pierwotną. Z drugiej strony konieczność magazynowania energii, problemy z gęstością energii akumulatorów i rekonwersja na energię elektryczną obniżają końcową efektywność energii odnawialnej.
W 2018 roku OZE miały 26% udział w globalnej produkcji energii elektrycznej. Według prognozy Międzynarodowej Agencji Energetycznej w 2025 r. OZE zastąpią węgiel, stając się największym źródłem energii elektrycznej na świecie i będą dostarczać jedną trzecią światowej energii elektrycznej. Energia wodna będzie nadal dostarczać prawie połowę globalnej odnawialnej energii elektrycznej. Jest to zdecydowanie największe na świecie źródło odnawialnej energii elektrycznej, zaraz za nim plasuje się energia wiatru i energia słoneczna.

### Niskoemisyjne źródła energii
Wiatr i słońce mogą być źródłami dużych ilości niskoemisyjnej energii o konkurencyjnych kosztach produkcji. Od 2010 r. ceny paneli fotowoltaicznych spadły o około 90%, a turbin wiatrowych o 55–60%. Jednak nawet przy wykorzystaniu różnych technologii, wytwarzanie zmiennej energii odnawialnej jest narażona na występowanie dużych wahań. Można temu zaradzić, rozbudowując sieci na duże obszary lub stosując magazynowanie energii. Według Międzynarodowej Agencji Energii Odnawialnej (IRENA), aby utrzymać się poniżej celu 2 °C globalnego ocieplenia, wzrost wykorzystania OZE musiałby zostać przyspieszony sześciokrotnie. Zarządzanie popytem odbiorców przemysłowych może pomóc zrównoważyć produkcję i zapotrzebowanie na energię elektryczną dostarczaną przez OZE. Produkcja energii elektrycznej z biogazu i energii wodnej może być elastycznie modyfikowana w zależności od popytu na energię.

#### Energia słoneczna
Fotowoltaika w wielu regionach świata stała się najtańszym źródłem energii elektrycznej, z kosztami produkcji sięgającymi 0,015–0,02 USD (5–8 groszy)/kWh w regionach pustynnych. Rozwój fotowoltaiki jest wykładniczy i od lat 90 jej wykorzystanie podwajało się co trzy lata.
Technologia skoncentrowanej energii słonecznej (CSP) wykorzystuje zwierciadła lub soczewki do skupienia światła słonecznego odbitego od dużej powierzchni na odbiorniku, gdzie następuje przekształcenie energii cieplnej na elektryczną przy użyciu turbiny lub reakcji termochemicznej. Oczekuje się na przykład, że ceny energii elektrycznej wyprodukowanej w technologii CSP w Chile w 2020 r. będą wynosić poniżej 0,05 USD (19 groszy)/kWh.
Ogrzewanie wody energią słoneczną przy użyciu kolektorów stanowi ważny i rosnący dział OZE w wielu krajach, zwłaszcza w Chinach, gdzie notuje się obecnie 70% globalnego wykorzystania tej technologii (180 GWth). Na całym świecie, wszystkie zainstalowane słoneczne systemy ogrzewania wody zaspokajają część zapotrzebowania na ciepłą wodę w ponad 70 milionach gospodarstw domowych.

#### Energia wiatru
Regiony w wyższych szerokościach geograficznych półkuli północnej i południowej cechują się największym potencjałem w zakresie energii wiatrowej. W 2019 r. sumaryczna zainstalowana moc turbin wiatrowych osiągnęła 650 GW. Morska energetyka wiatrowa stanowi obecnie około 10% nowych instalacji. Morskie farmy wiatrowe są droższe, ale dostarczają więcej energii w na jednostkę potencjału wytwórczego oraz cechują się mniejszą zmiennością generacji mocy.

#### Energia wodna
Energia wodna odgrywa wiodącą rolę w krajach takich jak Brazylia, Norwegia i Chiny, ale wiążą się z nią ograniczenia geograficzne oraz różne kwestie środowiskowe. Siła pływowa może być wykorzystywana poprzez elektrownie pływowe w regionach przybrzeżnych.

#### Biomasa
Główne artykuły: Biomasa, Biopaliwo
Biogazownie mogą zaspokajać rozproszone zapotrzebowanie na produkcję energii elektrycznej i ciepła. Powszechną koncepcją w rolnictwie jest równoległa fermentacja roślin energetycznych zmieszanych z obornikiem. Spalana biomasa pochodzenia roślinnego uwalnia CO2, ale nadal jest klasyfikowana jako odnawialne źródło energii w ramach przepisów prawnych UE i ONZ, ponieważ cykl fotosyntezy jest procesem odnawialnym. Sposób produkcji, transportu i przetwarzania paliwa ma znaczący wpływ na ostateczny bilans emisji gazów cieplarnianych do atmosfery. Transport paliw na duże odległości i nadmierne stosowanie nawozów azotowych może zmniejszyć uzyskane oszczędności emisji w porównaniu z gazem ziemnym o 15–50%. W ostatnich latach biopaliwa zaczynają być wykorzystywane w lotnictwie.

#### Energia atomowa
W większości scenariuszy ograniczania efektu cieplarnianego do 1,5 °C udział energii jądrowej wzrasta. Jej główną zaletą jest możliwość dostarczenia dużych ilości energii elektrycznej, gdy energia odnawialna ze źródeł zmiennych (głównie wiatru i słońca) nie jest dostępna. Była ona wielokrotnie klasyfikowana jako jedna z technologii przydatnych w procesie ograniczania zmian klimatu.
Z drugiej strony energia jądrowa wiąże się z zagrożeniami dla środowiska, które mogą przeważyć nad korzyściami. Oprócz możliwych wypadków jądrowych, składowanie odpadów radioaktywnych może generować zagrożenie i koszty przez ponad milion lat. Wyizolowany pluton może być użyty do produkcji broni jądrowej. Opinia publiczna na temat energii jądrowej w poszczególnych krajach jest bardzo zróżnicowana.
W 2019 r. koszt wydłużenia okresu eksploatacji elektrowni jądrowej był konkurencyjny w stosunku do innych technologii wytwarzania energii elektrycznej, w tym nowych projektów słonecznych i wiatrowych [70]. Nowe projekty są w dużym stopniu zależne od dotacji publicznych.
Badania nad syntezą jądrową w postaci eksperymentalnych reaktorów termojądrowych są w toku, ale jest mało prawdopodobne, aby energetyka termojądrowa była szeroko rozpowszechniona na rynku przed 2050 r.

#### Paliwa neutralne oraz o ujemnej emisji dwutlenku węgla
Paliwa kopalne mogą być stopniowo wycofywane z wykorzystania w transporcie lub jako paliwa rurociągowe na rzecz paliw o zerowej lub negatywnej emisji gazów cieplarnianych wytwarzanych za pomocą technologii power-to-gas oraz GTL (z ang. gas to liquids).

#### Gaz ziemny
Gaz ziemny, który składa się głównie z metanu, jest postrzegany jako paliwo pomostowe, ponieważ wytwarza około połowę mniej CO2 niż spalanie węgla. Elektrownie opalane gazem mogą zapewnić wymaganą elastyczność w produkcji energii elektrycznej w połączeniu z wykorzystaniem zmiennej energii wiatrowej oraz słonecznej. Jednak sam metan jest silnym gazem cieplarnianym i wycieka ze studni produkcyjnych, zbiorników magazynowych, rurociągów oraz rur dystrybucyjnych gazu ziemnego. W scenariuszu niskoemisyjnym elektrownie zasilane gazem mogłyby nadal działać, gdyby metan był wytwarzany przy użyciu technologii power-to-gas z wykorzystaniem OZE.

### Przechowywanie energii
Główny artykuł: Przechowywanie energii
Energia wiatrowa i fotowoltaika mogą dostarczać duże ilości energii elektrycznej, ale nie w dowolnym miejscu i czasie. Ten problem można rozwiązać poprzez konwersję energii elektrycznej do form energii, które można przechowywać. Zwykle prowadzi to do utraty wydajności. Badanie przeprowadzone przez Imperial College w Londynie obliczyło najniższy poziom kosztów różnych systemów przechowywania krótkotrwałego i sezonowego. W 2020 r. najbardziej opłacalne w zależności od cykli ładowania były: instalacje szczytowo-pompowe (PHES), sprężające powietrze (CAES) i akumulatory litowo-jonowe. Przewiduje się, że do 2040 r. wykorzystanie akumulatorów Li-Ion i produkcja wodoru będą odgrywać większą rolę w magazynowaniu energii ze zmiennych OZE.
Akumulatory litowo-jonowe są szeroko stosowane w elektrowniach akumulatorowych, a od 2020 r. zaczynają być stosowane do magazynowania energii w układach typu pojazdy elektryczne – sieć elektryczna. Zapewniają wystarczającą wydajność w obie strony 75–90%, ale ich produkcja może powodować problemy środowiskowe.
Wodór może być przydatny do sezonowego magazynowania energii. Niska wydajność wynosząca 30% musiałaby ulec radykalnej poprawie, aby magazynowanie wodoru mogło zapewnić taką samą ogólną wydajność energetyczną jak akumulatory. W przypadku sieci elektroenergetycznej w niemieckim badaniu oszacowano wysokie koszty przebudowy 0,176 EUR/kWh, stwierdzając, że całkowite zastąpienie rozbudowy sieci elektroenergetycznej systemami konwersji wodoru nie ma sensu z ekonomicznego punktu widzenia. Koncepcja słonecznego wodoru jest omawiana w przypadku odległych projektów pustynnych, gdzie połączenia sieciowe z centrami zaopatrzenia nie są dostępne.
Rozwijane są obecnie technologie produkujące wodór, wodór w amoniaku, amoniak, metan, syngaz, biometan.

### Supersieci
Długodystansowe linie energetyczne pomagają zminimalizować nakłady na przechowywanie energii. Kontynentalna sieć przesyłowa może złagodzić wpływ lokalnych wahań dostępności energii wiatru. Dzięki globalnej sieci nawet energia fotowoltaiczna mogłaby być dostępna w dzień i w nocy. Podaje się, że technologia linii wysokiego napięcia prądu stałego (HVDC) może charakteryzować się stratami rzędu zaledwie 1,6% na 1000 km, z wyraźną przewagą w porównaniu z prądem przemiennym. HVDC jest obecnie używana tylko do połączeń typu punkt-punkt. Analizy wykazują, że sieci HVDC mogą zostać wprowadzone do użycia w Europie i mają być eksploatowane w Chinach do 2022 r.
Chiny zbudowały wiele połączeń HVDC w kraju i popierają ideę globalnej, międzykontynentalnej sieci jako systemu szkieletowego dla istniejących krajowych sieci prądu przemiennego. Supersieci w USA w połączeniu z energią odnawialną mogą przyczynić się do zmniejszenia emisji gazów cieplarnianych o 80%.

### Inteligentna sieć i zarządzanie obciążeniem
Osobny artykuł: Inteligentna sieć energetyczna
Zamiast rozbudowy sieci i instalacji magazynujących energię, można wpływać na wielkość i czas zapotrzebowania na energię elektryczną po stronie konsumenta. Zmiana obciążenia sieci elektrycznych w czasie może obniżyć rachunki za prąd, poprzez wykorzystanie niższych stawek pozaszczytowych oraz pozwolić na wyrównanie szczytów zapotrzebowania na energię elektryczną. Tradycyjnie system energetyczny traktował popyt konsumentów jako stały i stosował scentralizowane opcje dostaw do zarządzania zmiennym popytem. Nowoczesne systemy danych i pojawiające się nowe technologie magazynowania i wytwarzania energii elektrycznej na miejscu można łączyć z zaawansowanym, zautomatyzowanym oprogramowaniem do kontroli zapotrzebowania, aby aktywnie zarządzać popytem i reagować na ceny na rynku energii.
Zróżnicowanie stawek w zależności od czasu użytkowania jest powszechnym sposobem motywowania użytkowników energii elektrycznej do zmniejszania ich szczytowego zużycia. Na przykład uruchamianie zmywarek i pranie w nocy po upływie szczytu obniża koszty energii elektrycznej.
Dynamiczne plany zapotrzebowania obejmują pasywne wyłączanie urządzeń po wykryciu przeciążenia w sieci elektrycznej. Ta metoda może działać bardzo dobrze z termostatami – gdy moc w sieci spada nieznacznie, automatycznie wybierane jest ustawienie niskiej temperatury, zmniejszające obciążenie sieci. Na przykład miliony lodówek mogłyby zmniejszać swoje zużycie energii elektrycznej w okresach gdy zachmurzenie zmniejsza produkcję w instalacjach słonecznych. Konsumenci mogliby korzystać z inteligentnych liczników zużycia.
Urządzenia odpowiadające na zapotrzebowanie mogą odbierać komunikaty z sieci, takie jak prośba o zastosowanie trybu niskiego poboru mocy, o całkowite wyłączenie w przypadku nagłej awarii sieci lub powiadomienia o aktualnych i przewidywanych cenach energii. Dzięki temu samochody elektryczne mogą ładować się po najniższych cenach niezależnie od pory dnia. System pojazd-do-sieć (ang. vehicle-to-grid, V2G) wykorzystuje akumulator samochodowy lub ogniwo paliwowe do tymczasowego zasilania sieci.

### Dekarbonizacja transportu
Przewiduje się, że do 2050 r. od 25 do 75% wszystkich samochodów na drogach będzie miało napęd elektryczny.
Napęd wodorowy może być rozwiązaniem dla transportu ciężarowego i morskiego na duże odległości, gdzie same baterie byłyby zbyt ciężkie. Samochody osobowe napędzane wodorem są już produkowane w niewielkich ilościach. Chociaż są droższe niż samochody elektryczne, mogą tankować znacznie szybciej i oferować większe zasięgi do 700 km. Główną wadą wodoru jest jego niska wydajność wynosząca zaledwie 30%. Kiedy jest używany w pojazdach, potrzeba ponad dwa razy więcej energii w porównaniu do samochodu elektrycznego zasilanego baterią.
Chociaż biopaliwa lotnicze są w pewnym stopniu wykorzystywane od 2019 r., to plany dekarbonizacji lotnictwa do 2050 r. są określane jako „bardzo trudne”.

### Dekarbonizacja ogrzewania
Sektor mieszkaniowy odpowiada za 23% globalnej emisji CO2 związanych z energią. Około połowa energii jest wykorzystywana do ogrzewania pomieszczeń i wody. Połączenie elektrycznych pomp ciepła i izolacja termiczna budynku może znacznie zmniejszyć zapotrzebowanie na energię pierwotną. Ogólnie rzecz biorąc, elektryfikacja ogrzewania ograniczyłaby emisję gazów cieplarnianych tylko wtedy, gdyby energia elektryczna pochodziła ze źródeł niskoemisyjnych.

#### Pompa ciepła
Osobny artykuł: Pompa ciepła
Nowoczesna pompa ciepła zwykle wytwarza około trzy razy więcej energii cieplnej niż wynosi zużycie energii elektrycznej, dając efektywną sprawność na poziomie 300%, w zależności od współczynnika wydajności COP. Instalacja wykorzystuje sprężarkę napędzaną elektrycznie do obsługi cyklu chłodniczego, który pobiera energię cieplną z powietrza zewnętrznego i przenosi to ciepło do ogrzewanej przestrzeni. W miesiącach letnich cykl można odwrócić w celu klimatyzacji pomieszczeń. Na obszarach o średnich temperaturach zimowych poniżej zera, gruntowe pompy ciepła są bardziej wydajne niż powietrzne pompy ciepła. Wysoka cena zakupu pompy ciepła w porównaniu z grzejnikami oporowymi może zostać zrównoważona, gdy wymagana jest również klimatyzacja.
Przy udziale w rynku wynoszącemu 30% i zielonej energii elektrycznej, pompy ciepła mogłyby zmniejszyć roczną globalną emisję CO2 o 8%. Stosowanie gruntowych pomp ciepła może zmniejszyć o około 60% zapotrzebowanie na energię pierwotną i o 90% emisję CO2 z kotłów na gaz ziemny w Europie do 2050 r., co ułatwiłoby obsługę planu wdrożenia dużego udziału OZE. Wykorzystywanie nadwyżki energii odnawialnej w pompach ciepła jest uważane za najskuteczniejszy sposób na ograniczenie globalnego ocieplenia na poziomie gospodarstwa domowego i odpowiedzi na problem wyczerpywania się paliw kopalnych.

#### Elektryczne ogrzewanie oporowe
Promienniki ciepła w gospodarstwach domowych są tanie i powszechne, ale mniej wydajne niż pompy ciepła. Na obszarach takich jak Norwegia, Brazylia i Quebec w Kanadzie, które mają liczne elektrownie wodne, elektryczne ogrzewanie budynków i wody jest powszechnie stosowane. Wielkoskalowe zbiorniki wody ciepłej mogą być wykorzystywane do zarządzania popytem i magazynowania zmiennej energii odnawialnej przez wiele godzin lub dni.

## Oszczędność energii
Ograniczenie zużycia energii jest postrzegane jako kluczowe dla redukcji emisji gazów cieplarnianych. Według Międzynarodowej Agencji Energetycznej poprawa efektywności energetycznej budynków, procesów przemysłowych oraz transportu może zmniejszyć do 2050 r. światowe zapotrzebowanie na energię o jedną trzecią i pomóc w kontrolowaniu globalnej emisji gazów cieplarnianych.

### Efektywność energetyczna
Wysoka efektywność energetyczna oznacza wykorzystanie jak najmniejszej ilości energii do wykonania zadania lub zdolność urządzenia do zużycia jak najmniejszej ilości energii niezbędnej do wykonania pracy. Aby oszczędzać energię lub obniżyć koszty zużycia energii elektrycznej, indywidualni konsumenci lub przedsiębiorstwa mogą inwestować w energooszczędne produkty, które wykorzystują czynniki chłodnicze o niskim potencjale tworzenia efektu cieplarnianego, wysokiej klasie energetycznej lub produkty z certyfikatem Energy Star. Na efektywność energetyczną może wpływać szeroki zakres czynników, od izolacji budynków po transport publiczny.

### Styl życia i zachowanie
Piąty raport IPCC podkreśla, że styl życia i zmiany kulturowe mają duży potencjalny wpływ na redukcję emisji gazów cieplarnianych w niektórych sektorach, szczególnie w kontekście dopełniania zmian technologicznych i systemowych. Przykładami korzystnych zmian konsumenckich mogą być redukcja ogrzewania pomieszczeń lub ograniczenie jazdy samochodem. Ogólnie rzecz biorąc, większa konsumpcja generuje większy negatywny wpływ na środowisko. Wykazano również, że zużycie dóbr odpowiedzialnych za emisję gazów cieplarnianych jest bardzo nierównomiernie rozmieszczone, przy czym 45% emisji jest wynikiem stylu życia zaledwie 10% światowej populacji. Kilka badań naukowych wykazało, że stosunkowo zamożni ludzie chcąc zmniejszyć swój ślad węglowy, mogą pojąć kilka kluczowych działań, np.: zrezygnować z samochodu (2,4 tony CO2 rocznie), zaniechać jednego lotu transatlantyckiego w obie strony (1,6 tony) lub zmianę diety na roślinną (0,8 tony).
Różnią się one znacznie od popularnych rad dotyczących „zielonego” stylu życia, które wydają się należeć głównie do kategorii „mniejszy wpływ”, takich jak: zastąpienie standardowego samochodu pojazdem hybrydowym (0,52 tony); pranie odzieży w zimnej wodzie (0,25 tony); recykling odpadów (0,21 tony); wymiana żarówek na energooszczędne (0,10 tony); itd. Naukowcy zauważyli, że publiczny dyskurs na temat zmniejszenia śladu węglowego w przeważającej mierze koncentruje się na zachowaniach o niskim wpływie, a wzmianki o zachowaniach o potencjalnie dużym wpływie na zmiany klimatu praktycznie nie istnieje w mediach głównego nurtu, publikacjach rządowych, podręcznikach szkolnych itp.
Naukowcy argumentują również, że częściowe zmiany zachowania, takie jak ponowne używanie toreb plastikowych, nie są proporcjonalną odpowiedzią na aktualnie zachodzące zmiany klimatu. Chociaż są one korzystne, to odciągają uwagę opinii publicznej od konieczności zmiany systemu energetycznego na bezprecedensową skalę w celu szybkiej dekarbonizacji.

#### Zmiana diety
Żywność ma największy udział w emisji gazów cieplarnianych pochodzących z konsumpcji, stanowiąc prawie 20% globalnego śladu węglowego. Następnie główne źródła to: gospodarka mieszkaniowa, transport, usługi, wytwarzane produkty oraz budownictwo. Żywność i usługi mają większy udział w krajach biednych, podczas gdy transport i produkty przemysłowe mają większe znaczenie w krajach rozwiniętych. Powszechne przejście na dietę wegetariańską mogłoby zmniejszyć do 2050 r. emisję gazów cieplarnianych związanych z żywnością o 63%. W 2016 r. Chiny wprowadziły nowe wytyczne żywieniowe, których celem jest zmniejszenie spożycia mięsa o 50%, a tym samym zmniejszenie emisji gazów cieplarnianych o 1 miliard ton do 2030 r. Badanie z 2016 r. wykazało, że podatki od mięsa i mleka mogą skutkować równocześnie zmniejszeniem emisji gazów cieplarnianych i zdrowszą dietą. W badaniu przeanalizowano opłaty w wysokości 40% ceny wołowiny i 20% ceny mleka, a jego wyniki sugerują, że optymalny plan zmniejszyłby emisję o 1 miliard ton rocznie.

#### Zmiana środków transportu
Ciężkie, duże pojazdy osobiste (takie jak samochody) wymagają dużo energii i zajmują dużo przestrzeni miejskiej. Dostępnych jest kilka alternatywnych środków transportu, które mogą je zastąpić. Unia Europejska uznała inteligentny transport za część Europejskiego Zielonego Ładu. Jest on także istotnym elementem koncepcji inteligentnych miast.

## Modyfikowanie obiegu węgla

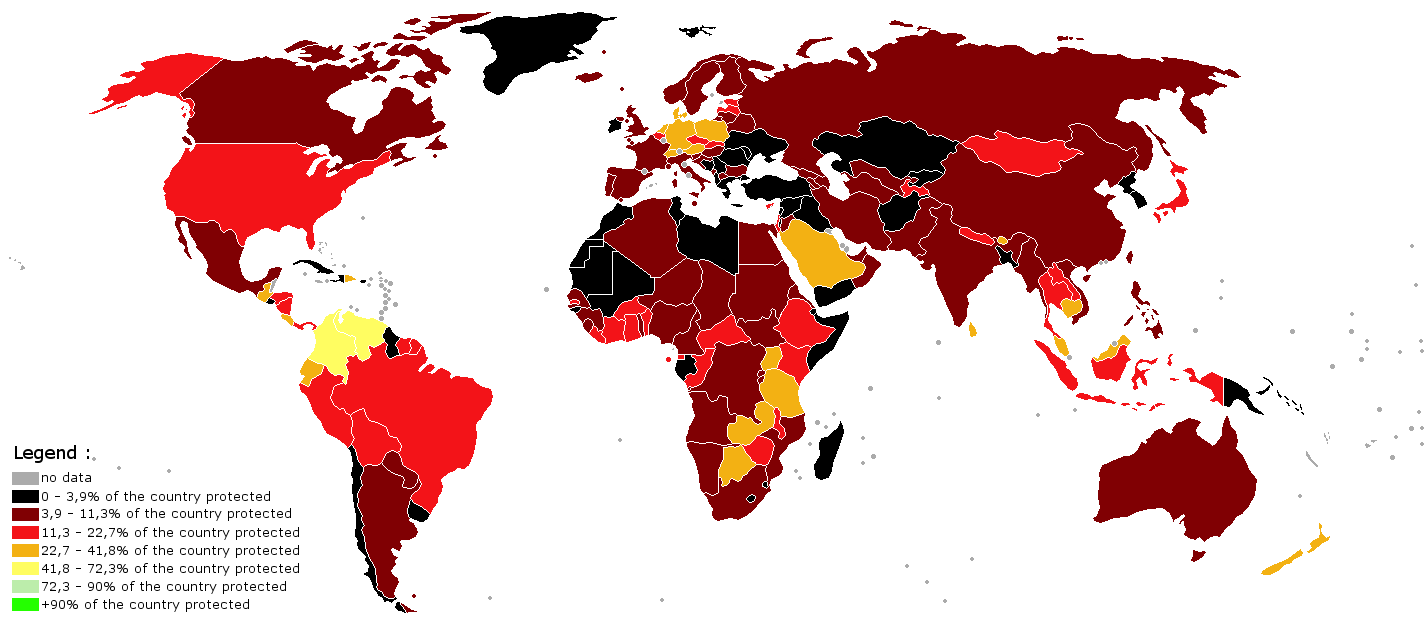
Mapa obszarów chronionych z udziałami powierzchni poszczególnych krajów objętymi ochroną.

Niektóre mechanizmy ekologiczne, geologiczne lub technologiczne mogą pełnić funkcję usuwania węgla z jego globalnego obiegu. Pochłanianie węgla (ang. carbon sink) zachodzi w naturalnych lub sztucznych systemach, które gromadzą i przechowują przez nieokreślony czas związki chemiczne zawierające węgiel; takich jak na przykład rosnący las. Z drugiej strony usuwanie dwutlenku węgla polega na jego trwałym usunięciu z obiegu węgla, na przykład poprzez bezpośrednie wychwytywanie CO2 z powietrza, technologie wspomaganego wietrzenia skał, takie jak przechowywanie związków węgla w podziemnych formacjach geologicznych oraz biowęgiel. W połączeniu z innymi środkami zapobiegawczymi, pochłanianie dwutlenku węgla i usuwanie dwutlenku węgla mają kluczowe znaczenie dla osiągnięcia celu wzrostu globalnej średniej temperatury o 2 stopnie.
Wyniki badań naukowych wskazują, że jedna trzecia rocznej antropogenicznej emisji CO2 jest absorbowana przez oceany. Proces ten prowadzi to do ich zakwaszenia, które stanowi zagrożenie dla ekosystemów morskich. Zakwaszenie obniża poziom jonów węglanowych dostępnych dla organizmów zwapniających się, które potrzebują go do wytworzenia swoich pancerzy i muszli. Organizmy te obejmują gatunki planktonu, które przyczyniają się do powstania sieci pokarmowej Oceanu Południowego. Jednak zakwaszenie może wpływać na wiele innych procesów fizjologicznych i ekologicznych, takich jak oddychanie ryb, rozwój larw i zmiany rozpuszczalności zarówno składników odżywczych, jak i toksyn.
Ochrona obszarów może zwiększyć ich zdolność pochłaniania dwutlenku węgla. Unia Europejska, poprzez strategię ochrony różnorodności biologicznej ustanowiła cel zwiększenia obszarów chronionych w UE do 30% terytorium morskiego i 30% terytorium lądowego do 2030 r. Ponadto Campaign For Nature poprzez petycję 30x30 proponuje rozszerzenie analogicznego celu ochrony przyrody na wszystkie państwa świata. One Earth Climate Model zaleca wprowadzenie ochrony 50% naszych lądów i oceanów. Podkreśla również znaczenie ponownego dziczenia przyrody, podobnie jak inne raporty. Jest to istotne, ponieważ drapieżniki kontrolują populację roślinożerców, które odpowiadają za zmniejszenie biomasy roślinności, a także wpływają na ich zachowania żywieniowe.

### Zalesianie

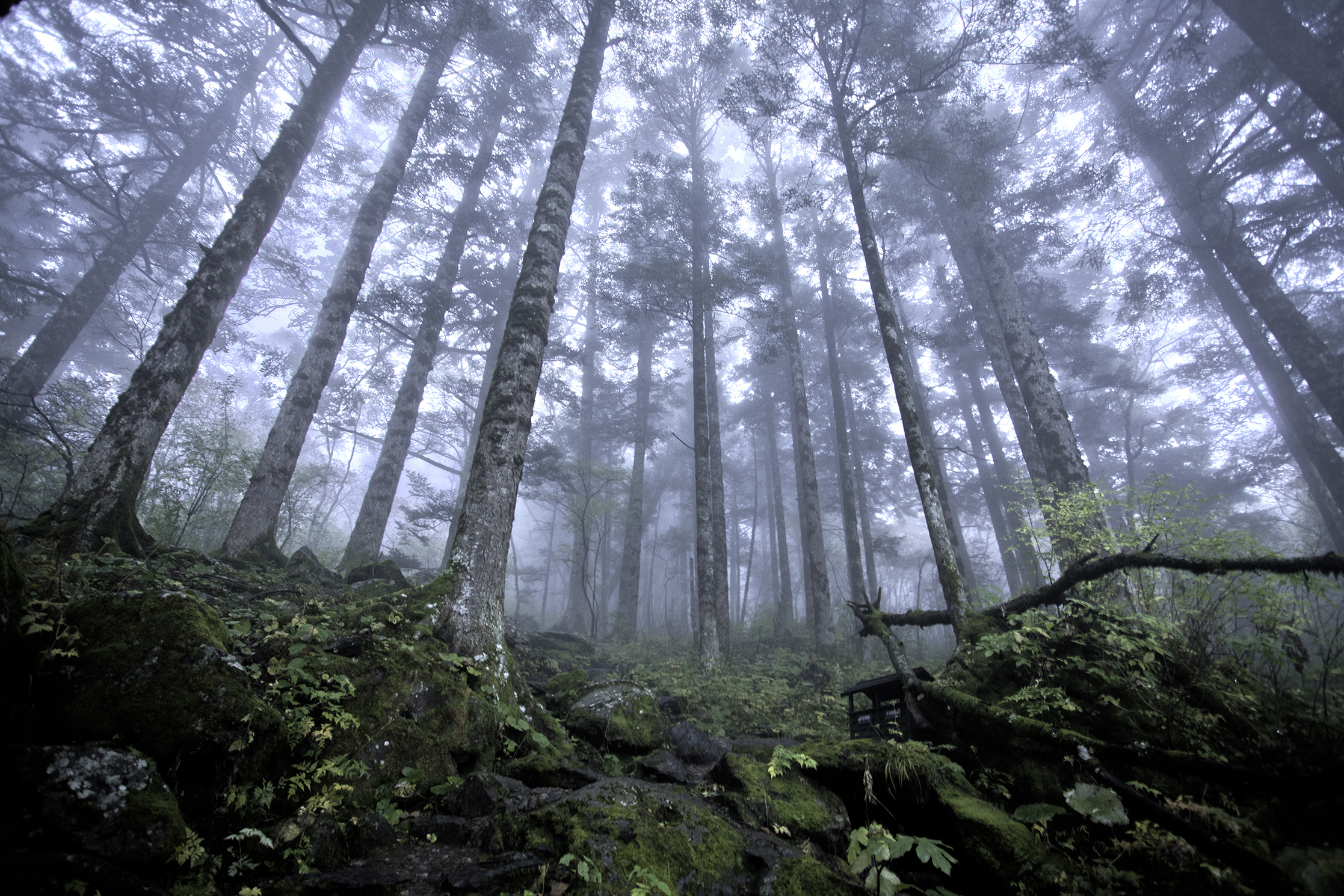
W niektórych krajach przekazanie praw do ziemi rdzennym mieszkańcom może być skuteczną formą ochrony lasów.

Prawie 20% całkowitej emisji gazów cieplarnianych (8 Gt CO2/rok) było wynikiem wylesienia w 2007 r. Szacuje się, że uniknięcie wylesiania zmniejsza emisję CO2 w proporcji 1 tony na 3–20 zł (1–5 $) kosztów alternatywnych wynikłych z utraconego potencjału rolniczego zagospodarowania terenu. Ponowne zalesianie zdegradowanych lasów mogłoby zaoszczędzić co najmniej kolejne 1 Gt CO2/rok przy szacunkowym koszcie 15-60 zł (5–15 $)/t CO2. Według badań przeprowadzonych w ETH w Zurychu przywrócenie wszystkich zdegradowanych lasów na całym świecie mogłoby przechwycić łącznie około 205 miliardów ton węgla (co stanowi około 2/3 całej antropogenicznej emisji dwutlenku węgla od czasów rewolucji przemysłowej). Według badań Toma Crowther i wsp. na Ziemi wciąż jest wystarczająco dużo miejsca, aby posadzić dodatkowe 1,2 billiona drzew. Taka liczba drzew zniwelowałaby emisję CO2 z ostatnich 10 lat i pochłonęłaby 160 miliardów ton węgla. Projekt Plant for the Planet zajmuje się wcielaniem tych założeń w życie. Inne badania wykazały, że zalesianie na dużą skalę może przynieść więcej szkody niż pożytku. Szacuje się, że takie plantacje mogą zmniejszać powierzchnie rodzimych lasów oraz w niektórych przypadkach mogą przyczyniać się do zmniejszenia gęstości związków węgla w glebie. Do innych problemów należą wypieranie rodzimych gatunków przez obce, monokultury, redukcję bioróżnorodności. Zalesianie polegające na utrzymaniu lub powiększaniu istniejących lasów w nienaruszonym stanie ekologicznym, utrzymuje i optymalizuje sekwestrację węgla lub usuwanie dwutlenku węgla z atmosfery, jednocześnie ograniczając zmiany klimatyczne.
Przekazywanie praw do ziemi jej rdzennym mieszkańcom, którzy od tysiącleci byli zainteresowani ochroną lasów, od których są zależni, jest uważane za opłacalną strategię ochrony lasów. Obejmuje to ochronę praw przysługujących na mocy istniejących przepisów, takich jak indyjska ustawa o prawach leśnych Tribal Bill. Przeniesienie takich praw w Chinach, będące prawdopodobnie największą reformą rolną w czasach współczesnych, jest uważane za przyczynę zwiększenia lesistości. Okazało się, że przyznanie tytułu własności ziemi rdzennym mieszkańcom spowodowało znaczne ograniczenie wycinki lasów, zwłaszcza w brazylijskiej Amazonii. Metody ochrony, które wykluczają ludzi, a nawet wymuszają eksmisje mieszkańców z obszarów chronionych, często prowadzą do nasilenia eksploatacji terenu, ponieważ rdzenni mieszkańcy mogą podjąć pracę w firmach wydobywczych, aby przeżyć.
Wraz z rozwojem intensywnego rolnictwa i urbanizacji rośnie ilość niezagospodarowanych gruntów rolnych. Według niektórych szacunków na każdy akr wyciętego pierwotnego starodrzewu rośnie ponad 50 akrów nowych lasów wtórnych. Nie cechują się one jednak równie wysoką bioróżnorodnością co lasy pierwotne, które magazynują o 60% więcej węgla niż młodsze lasy wtórne. Według badania opublikowanego Science, promowanie ponownego wzrostu na opuszczonych gruntach rolnych może zrównoważyć lata emisji dwutlenku węgla. Badania przeprowadzone przez ETH w Zurychu szacują, że Rosja, Stany Zjednoczone i Kanada posiadają najwięcej terenów nadających się do ponownego zalesienia.

### Zapobieganie pustynnieniu
Odtwarzanie użytków zielonych magazynuje CO2 w biomasie roślinnej. Zwierzęta gospodarskie wypasane zwykle na pastwisku o dość ograniczonej powierzchni, zjadają trawę, minimalizując jej wzrost. Jednak trawa pozostawiona sama sobie, rosnąc w niekontrolowany sposób, w końcu zadusiłaby sama siebie i obumarła. Proponowana metoda ochrony muraw wykorzystuje ogrodzenia z wieloma małymi wybiegami, pozwalającymi na przenoszenie stad z jednego wybiegu na drugi, w celu naśladowania naturalnych migracji zwierząt przeżuwających i zapewnienia optymalnych warunków dla wzrostu trawy. Dodatkowo, gdy część materii liści jest konsumowana przez zwierzęta, proporcjonalna część materii korzeni zamiera, ponieważ uszkodzone rośliny są w stanie dłużej utrzymać nadmiernej masy korzeniowej. Podczas gdy większość utraconej materii korzeni gnije i zawarty w niej węgiel ostatecznie przedostaje się do atmosfery, jego część zostaje zmagazynowana w glebie. Szacuje się, że zwiększenie zawartości węgla w glebach na dostępnych globalnie 3,5 miliardach hektarów użytków zielonych o 1% zrównoważyłoby prawie 12 lat emisji CO2. Allan Savory, w ramach holistycznego zarządzania, twierdzi, że podczas gdy duże stada są często obwiniane za pustynnienie, prehistoryczne ziemie utrzymywały duże stada zwierząt, a obszary w Stanach Zjednoczonych z których stada zostały usunięte wciąż ulegają pustynnieniu.

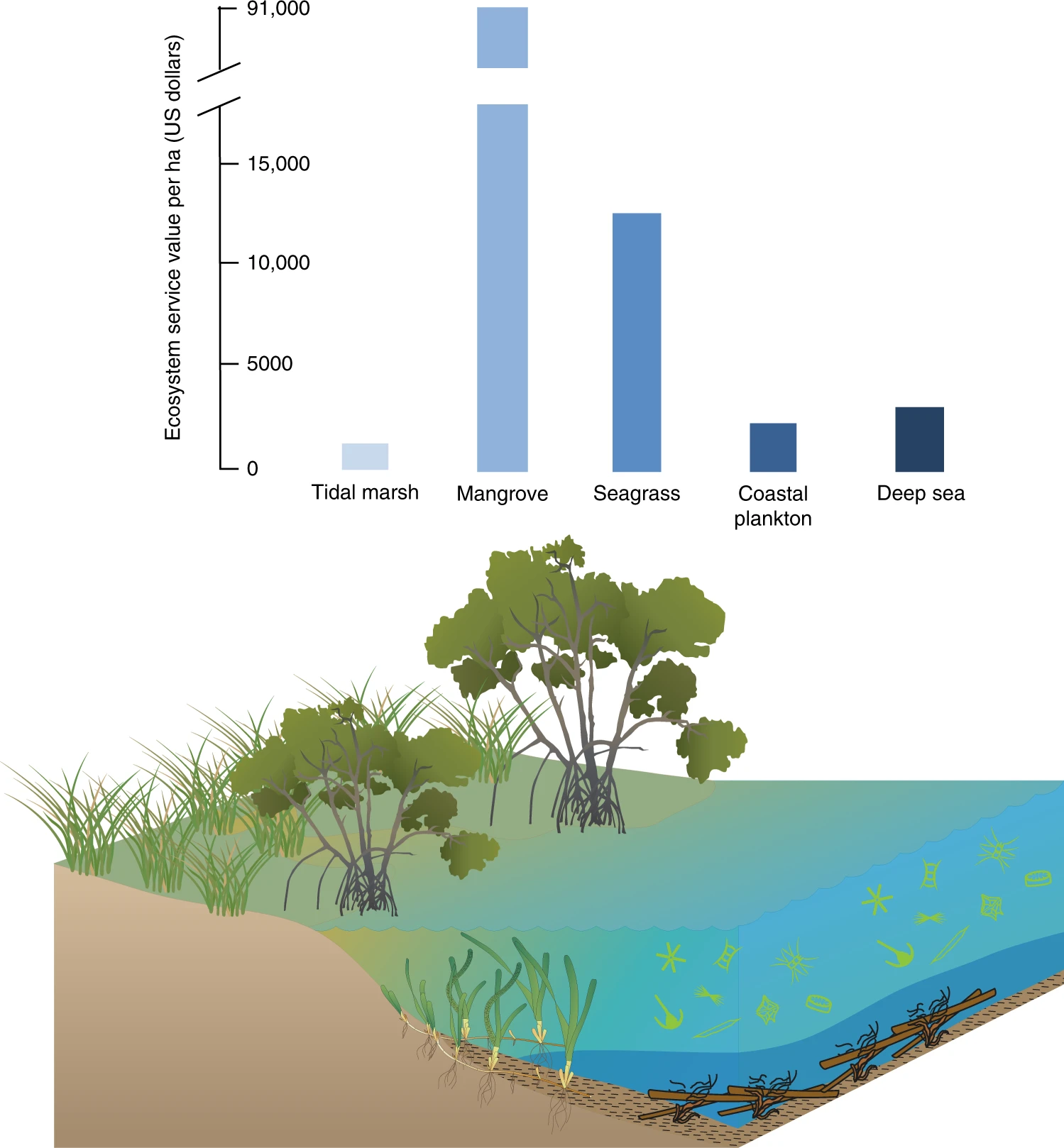
Szacunkowa wartość ekonomiczna ekosystemów niebieskiego węgla/ha. Na podstawie danych UNEP/GRID-Arendal z 2009 r.

Wywołane globalnym ociepleniem rozmrażanie wiecznej zmarzliny, która gromadzi około dwa razy więcej węgla obecnie uwalnianego do atmosfery, powoduje emisję metanu, będącego silnym gazem cieplarnianym. Zwiększająca się emisja metanu w dodatnim cyklu sprzężenia zwrotnego budzi obawy o wywołanie niekontrolowanej zmiany klimatu. Podczas gdy wieczna zmarzlina ma temperaturę około –9 °C, warstwa śniegu izoluje ją od zimniejszego powietrza, które może mieć temperaturę nawet –40 °C. Zaproponowana metoda zapobiegania takiemu scenariuszowi polega na przywracaniu dużych roślinożerców, takich jak obserwowane w Parku Plejstoceńskim na Syberii, gdzie przyczyniają się one do ochłodzenia gruntu, zmniejszając wysokość pokrywy śnieżnej o około połowę i eliminując krzewy, a tym samym utrzymując grunt bardziej eksponowany na zimne powietrze.
Ochrona i odbudowa zdegradowanych gleb może usuwać z atmosfery 5,5 miliarda t CO2 rocznie, co jest w przybliżeniu równe rocznej emisji tego gazu przez USA.

### Niebieski węgiel
Niebieski węgiel to dwutlenek węgla usuwany z atmosfery przez ekosystemy przybrzeżne, głównie lasy namorzynowe, słone mokradła, trawy morskie i makroglony, poprzez jego wiązanie w biomasie roślin oraz gromadzenie i magazynowanie powstałej materii organicznej w glebie.
W przeszłości ocean, atmosfera, gleba i leśne ekosystemy lądowe były największymi naturalnymi odbiorcami węgla. Nowe badania nad rolą roślinnych ekosystemów przybrzeżnych podkreśliły ich potencjał jako wysoce wydajnych konsumentów dwutlenku węgla i doprowadziły do naukowego uznania terminu „niebieski węgiel”. Jest to węgiel, który jest wiązany przez przybrzeżne ekosystemy oceaniczne, a nie przez tradycyjne ekosystemy lądowe, takie jak np. lasy. Chociaż siedliska roślinne oceanu pokrywają mniej niż 0,5% dna morskiego, odpowiadają za ponad 50%, a nawet do 70% ogólnego potencjału składowania węgla w osadach oceanicznych. Lasy namorzynowe, słone mokradła i trawy morskie zasiedlają większość oceanicznych siedlisk roślinnych, ale stanowią tylko 0,05% biomasy roślinnej na lądzie. Pomimo niewielkiej powierzchni mogą rocznie przechowywać porównywalną ilość dwutlenku węgla i są bardzo wydajnymi pochłaniaczami dwutlenku węgla. Trawy morskie, namorzyny i słone bagna mogą wychwytywać dwutlenek węgla (CO2) z atmosfery poprzez sekwestrację węgla w powstałych osadach, w biomasie podziemnej oraz w martwej biomasie.

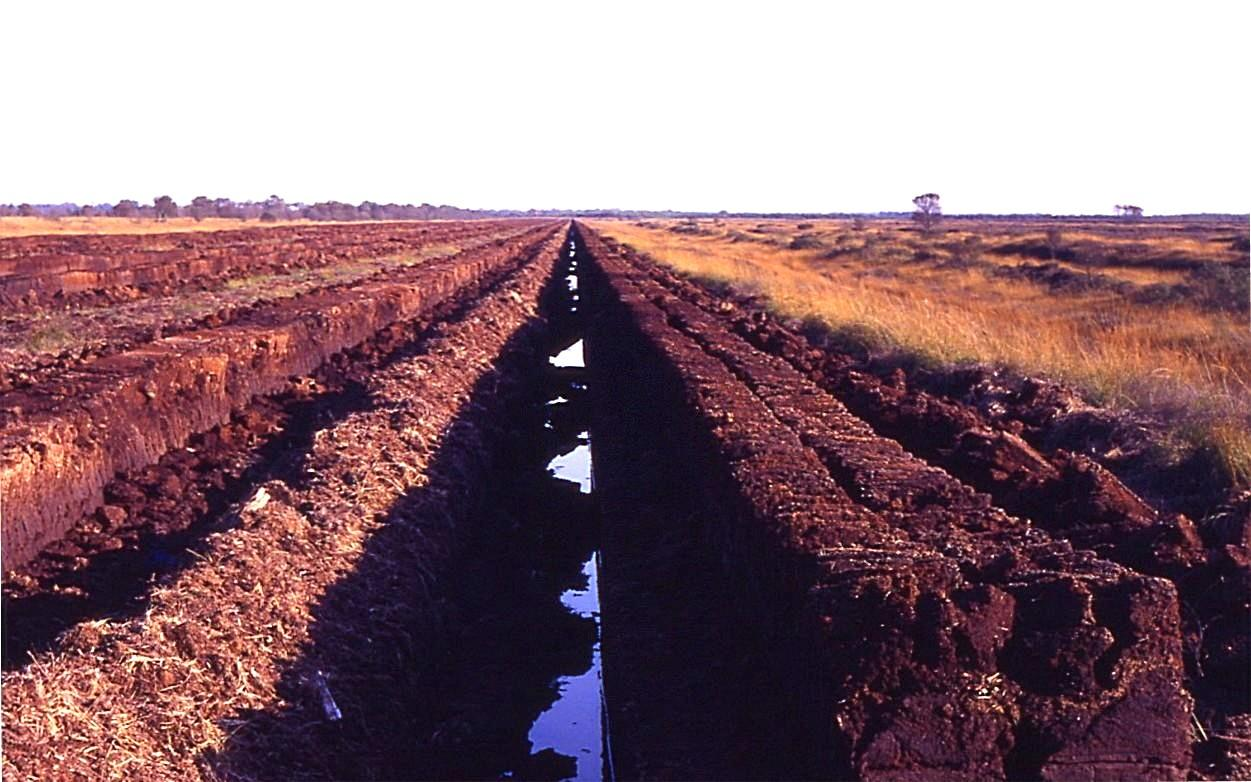
Wydobywanie torfu we Fryzji Wschodniej w Niemczech. Wydobywanie torfu powoduje degradację torfowisk i jest możliwe, ponieważ wiele torfowisk nie jest obecnie chronionych.

W biomasie roślinnej, takiej jak liście, łodygi, gałęzie lub korzenie, niebieski węgiel może być sekwestrowany przez lata do dziesięcioleci oraz przez tysiące do milionów lat w podziemnych lub dennych osadach roślinnych. Aktualne szacunki dotyczące długoterminowej zdolności magazynowania niebieskiego węgla są zmienne, a badania są w toku. Chociaż roślinne ekosystemy przybrzeżne zajmują mniejszy obszar i produkują mniej biomasy nadziemnej niż rośliny lądowe, mogą wpływać na długoterminową sekwestrację węgla, szczególnie w formie osadów. Jednym z głównych problemów związanych z niebieskim węglem jest tempo utraty ekosystemów morskich, które jest znacznie wyższe niż innych ekosystemów na Ziemi, nawet w porównaniu z lasami deszczowymi. Aktualne szacunki wskazują na degradację 2–7% powierzchni rocznie, która jest nie tylko utratą potencjału sekwestracji dwutlenku węgla, ale także utratą siedlisk, które są ważne dla zarządzania klimatem i ochroną wybrzeży.

### Torfowiska
Torfowiska na świecie przechowują do 550 Gt węgla, co stanowi 42% całego węgla w glebie i przewyższa ilość węgla związanego we wszystkich innych typach roślinności, w tym we wszystkich lasach świata. Na całym świecie torf pokrywa zaledwie 3% powierzchni Ziemi, ale magazynuje jedną trzecią globalnej ilości węgla zgromadzonego w glebie. Rekultywację zdegradowanych torfowisk można przeprowadzić poprzez zablokowanie kanałów odwadniających i umożliwienie odbudowy naturalnej roślinności.

### Sekwestracja dwutlenku węgla
Sekwestracja dwutlenku węgla (CCS) to metoda łagodzenia zmian klimatycznych poprzez przechwytywanie CO2 z dużych źródeł punktowych takich jak elektrownie, a następnie jego bezpieczne przechowywanie, zamiast uwalniania go do atmosfery. IPCC szacuje, że koszty powstrzymania globalnego ocieplenia podwoiłyby się bez technologii CCS. Międzynarodowa Agencja Energetyczna twierdzi, że CCS jest „najważniejszą pojedynczą nową technologią pozwalającą na ograniczenie emisji CO2” w energetyce i przemyśle. Norweskie pole gazowe Sleipner począwszy od 1996 r. przechwytuje i magazynuje prawie milion ton CO2 rocznie, aby uniknąć kar za produkcję gazu ziemnego o bardzo wysokiej zawartości CO2.

### Wspomagane wietrzenie skał
Wspomagane lub przyspieszone wietrzenie odnosi się do technik geoinżynieryjnych mających na celu usuwanie dwutlenku węgla z atmosfery przy użyciu określonych naturalnych lub sztucznie wytworzonych minerałów, które pochłaniają dwutlenek węgla i przekształcają go w inne substancje w wyniku reakcji chemicznych zachodzących w obecności wody (np. deszczu, wód gruntowych lub morskich).
Intensywne badania w zakresie wietrzenia skał rozważają, w jaki sposób naturalne procesy wietrzenia skał i minerałów (w szczególności wietrzenie chemiczne) mogą zostać wzmocnione, aby sekwestrować dwutlenek węgla z atmosfery, który ma być magazynowany w postaci związków węgla w minerałach węglanowych lub wodzie morskiej.
Technika ta wymaga wydobywania lub produkcji dużych ilości materiałów, ich kruszenia i rozmieszczania na dużych obszarach (na przykład na polach lub plażach); z tego powodu w porównaniu z innymi dostępnymi obecnie metodami usuwania dwutlenku węgla z atmosfery (zalesianie i uprawa roślin energetycznych) jest kosztowna. Powoduje również efekt uboczny, polegający na zmianie naturalnego zasolenia mórz.

## Geoinżynieria
IPCC (2007) stwierdził, że techniki geoinżynieryjne, takie jak nawożenie oceanów w celu usunięcia CO2 z atmosfery, pozostały w dużej mierze niezweryfikowane. Oceniono, że wiarygodne szacunki kosztów rozwiązań geoinżynieryjnych nie zostały jeszcze opublikowane.
Geoinżynieria w mitygacji klimatu to techniki, które obejmowałyby inżynierię środowiska na dużą skalę w celu zwalczania lub przeciwdziałania skutkom zmian w składzie chemicznym atmosfery. Obecnie rozważany jest szereg potencjalnych opcji geoinżynieryjnych oraz trwa ustalenie, czy proponowane techniki działają i czy ich koszt jest akceptowalny oraz jakie mogą wystąpić niepożądane skutki uboczne ich zastosowania. NAS uważa, że „opracowane środki zaradcze muszą zostać ocenione, ale nie powinny być wdrażane bez szerokiego zrozumienia bezpośrednich skutków i potencjalnych skutków ubocznych, kwestii etycznych i zagrożeń”. W lipcu 2011 r. Raport amerykańskiego Government Accountability Office ws. geoinżynierii stwierdził, że „technologie inżynierii klimatycznej nie oferują obecnie realnej odpowiedzi na globalne zmiany klimatyczne”.

### Usuwanie dwutlenku węgla
Usuwanie dwutlenku węgla zaproponowano jako metodę zmniejszania natężenia wymuszania radiacyjnego. Badane są różne sposoby wychwytywania i przechowywania węgla, a także usprawniania naturalnych procesów sekwestracji. Głównym naturalnym procesem jest fotosynteza roślin i organizmów jednokomórkowych (patrz biosekwestracja). Sztuczne procesy są różne i wyrażano obawy co do długoterminowych skutków niektórych z nich.
Należy zauważyć, że dostępność taniej energii i odpowiednich miejsc do geologicznego składowania węgla może sprawić, że wychwytywanie dwutlenku węgla z powietrza będzie opłacalne. Generalnie oczekuje się jednak, że wychwytywanie CO2 z powietrza może być nieekonomiczne w porównaniu z sekwestracją dwutlenku węgla ze źródeł punktowych – w szczególności elektrowni zasilanych paliwami kopalnymi, rafinerii itp. Tak jak w przypadku amerykańskiego projektu Kemper z systemem wychwytywania CO2, koszty wytworzonej energii znacznie wzrosną. Przechwycony dwutlenek węgla można również stosować w komercyjnych szklarniach.

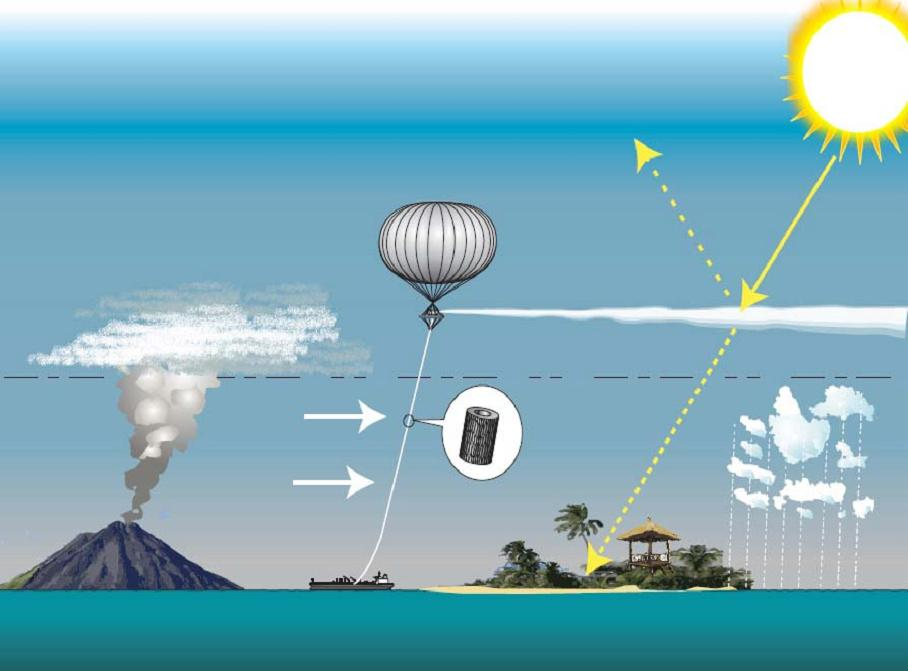
Proponowana metoda zarządzania promieniowaniem słonecznym przy użyciu balonu rozpraszającego aerozol związku siarki w stratosferze.

### Zarządzanie promieniowaniem słonecznym
Zarządzanie promieniowaniem słonecznym (ang. solar radiation management, SRM) lub geoinżynieria słoneczna to rodzaj inżynierii klimatycznej, w której światło słoneczne (promieniowanie słoneczne) jest odbijane z powrotem w przestrzeń kosmiczną w celu ograniczenia lub odwrócenia globalnego ocieplenia. Proponowane metody obejmują zwiększenie albedo planetarnego (współczynnika odbicia), na przykład poprzez rozproszenie aerozolu związku siarki w stratosferze. Zaproponowano również miejscowe metody ochronne lub odbudowujące w odniesieniu do ochrony naturalnych reflektorów ciepła, w tym lodu morskiego, śniegu i lodowców. Ich głównymi zaletami jako podejścia do inżynierii klimatycznej jest szybkość, z jaką można je wdrożyć i osiągnąć pełną aktywność, niski koszt oraz odwracalność ich bezpośrednich skutków klimatycznych.
Zarządzanie promieniowaniem słonecznym mogłoby służyć jako tymczasowa reakcja, podczas gdy poziomy gazów cieplarnianych w atmosferze będą zmniejszane poprzez redukcję emisji gazów cieplarnianych i sekwestrację dwutlenku węgla. SRM nie zmniejszyłby bezpośrednio stężenia gazów cieplarnianych w atmosferze, a zatem nie rozwiązuje problemów takich jak zakwaszenie oceanów spowodowane nadmiarem dwutlenku węgla. Jednak w modelach klimatycznych wykazano, że SRM jest w stanie obniżyć globalne średnie temperatury do poziomu sprzed rewolucji przemysłowej, dlatego może zapobiegać skutkom zmian klimatycznych związanym z globalnym ociepleniem.